# Langeais
Pour les articles homonymes, voir Langeais (homonymie).
Langeais est une commune française du département d'Indre-et-Loire, en région Centre-Val de Loire. Sa devise est Alae gaviae vicus.
La commune est née le 1er janvier 2017 sous le statut administratif de commune nouvelle de la fusion de l'ancienne commune de Langeais et de la commune des Essards qui a pris alors le statut de commune déléguée.

## Géographie

### Localisation
Le territoire de la commune est limitrophe de ceux de six autres communes :
| Avrillé-les-Ponceaux |                      | Mazières-de-Touraine |
| Continvoir           | Langeais             | Cinq-Mars-la-Pile    |
| Coteaux-sur-Loire    | La Chapelle-aux-Naux |                      |

### Hydrographie

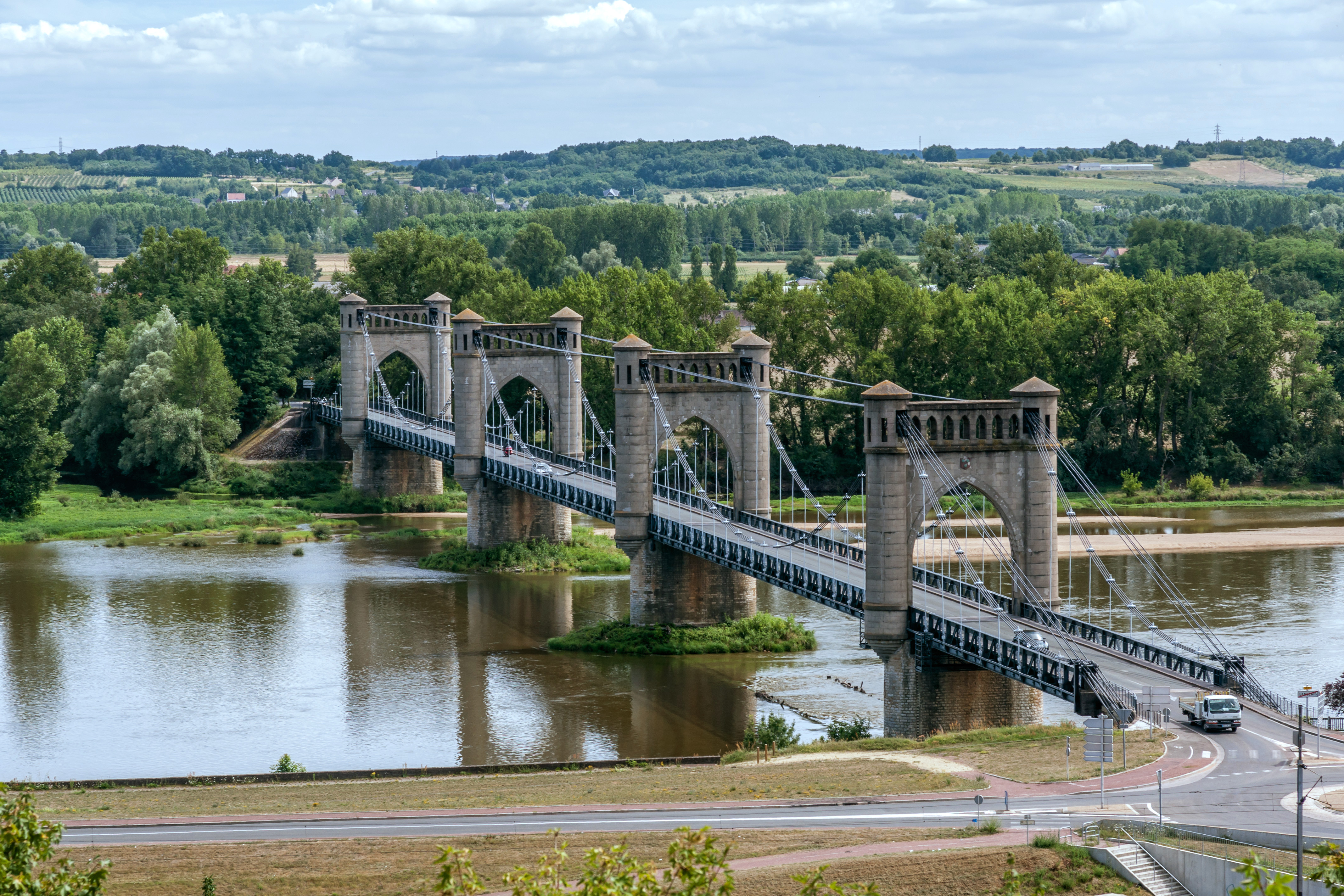
Pont suspendu sur la Loire.

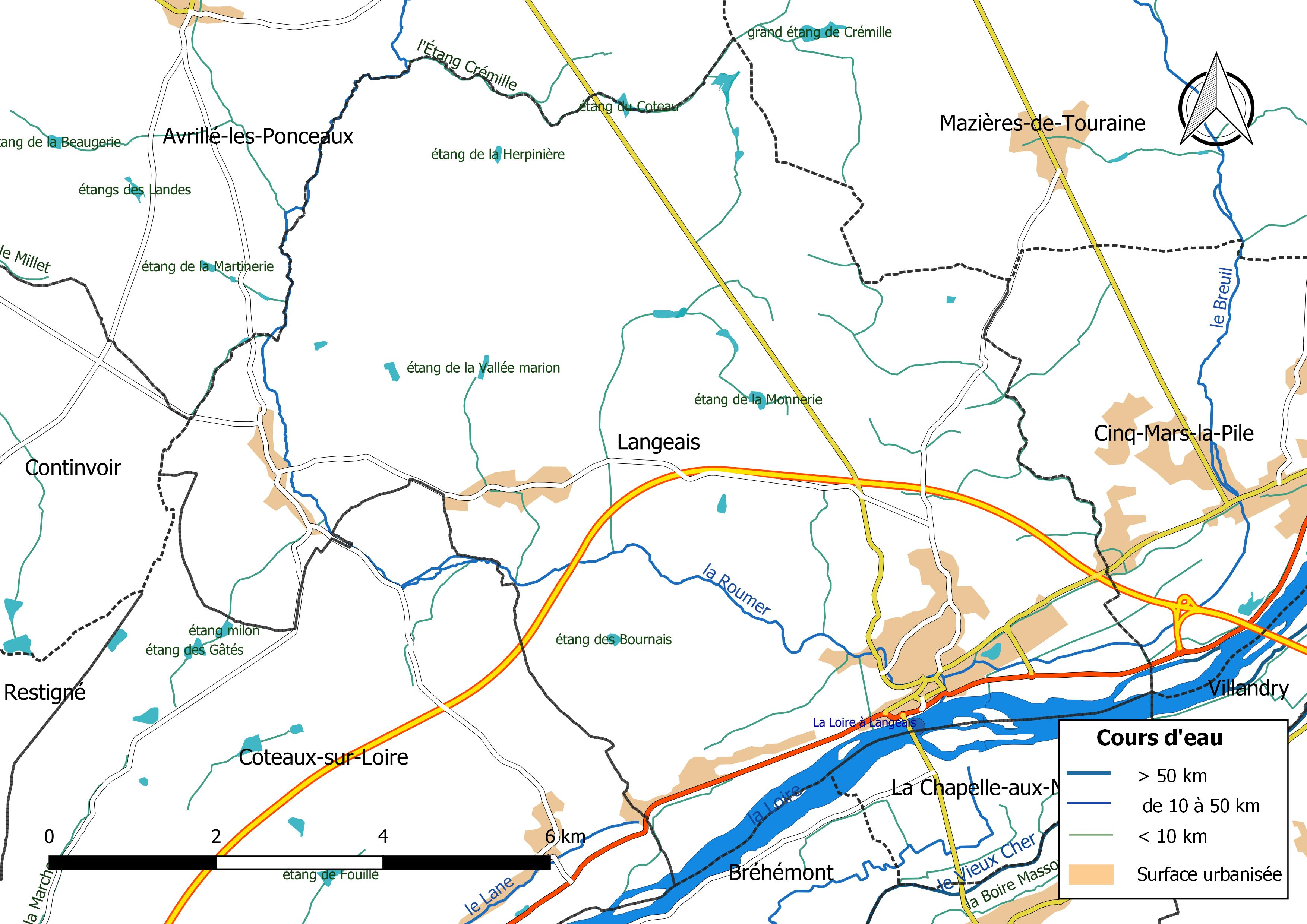
Réseau hydrographique de Langeais.

La commune est bordée sur son flanc sud par la Loire (2,733 km). Le réseau hydrographique communal, d'une longueur totale de 56,83 km, comprend deux autres cours d'eau notables, la Roumer (10,895 km) et le Breuil (2,525 km), et divers petits cours d'eau dont l'Étang Crémille (3,573 km),.
Le cours de la Loire s’insère dans une large vallée qu’elle a façonnée peu à peu depuis des milliers d’années. Elle traverse d'est en ouest le département d'Indre-et-Loire depuis Mosnes jusqu'à Candes-Saint-Martin, avec un cours large et lent. La Loire présente des fluctuations saisonnières de débit assez marquées. Sur le plan de la prévision des crues, la commune est située dans le tronçon de la Loire tourangelle, qui court entre la sortie de Nazelles-Négron et la confluence de la Vienne, dont la station hydrométrique de référence la plus proche est située à Tours [aval pont Mirabeau]. Le débit mensuel moyen (calculé sur 62 ans pour cette station) varie de 112 m3/s au mois d'août  à 622 m3/s au mois de février. Le débit instantané maximal observé sur cette station est de 3 050 m3/s et s'est produit le 9 décembre 2003, la hauteur maximale relevée a été de 5,78 m ce même jour,. La hauteur maximale historique a été atteinte le 3 juin 1856 avec une hauteur inconnue mais supérieure à 6,20 m.
Sur le plan piscicole, la Loire est classée en deuxième catégorie piscicole. Le groupe biologique dominant est constitué essentiellement de poissons blancs (cyprinidés) et de carnassiers (brochet, sandre et perche).
La Roumer, d'une longueur totale de 27,3 km, prend sa source dans la commune d'Ambillou et se jette dans la Loire sur le territoire communal aux abords de la gare, après avoir traversé 6 communes. 
Sur le plan piscicole, la Roumer est également classée en deuxième catégorie piscicole.
Le Breuil, d'une longueur totale de 14,6 km, prend sa source dans la commune d'Ambillou et se jette dans le Roumer sur le territoire communal, comme la Roumer aux abords de la gare, après avoir traversé 4 communes. 
Sur le plan piscicole, le Breuil est également classé en deuxième catégorie piscicole.
Dix zones humides ont été répertoriées sur la commune par la direction départementale des territoires (DDT) et le conseil départemental d'Indre-et-Loire : « la vallée de la Loire de Mosnes à Candes-Saint-Martin », « la vallée de la Roumer de Pont Boutard à Langeais », « la vallée de la Roumer de Saint-Symphorien-les-Ponceaux à Pont Boutard », « la vallée du Breuil aux Tronchées », « la vallée du Ruisseau de l'l'étang de Crémille », « les étangs des Renfermés et de la Foucaudière », « l'étang de la Herpinière », « l'étang de la Monnerie » et « l'étang de la Renaudière et l'étang des Bournais »,.

### Climat
Pour des articles plus généraux, voir Climat du Centre-Val de Loire et Climat d'Indre-et-Loire.
En 2010, le climat de la commune est de type climat océanique dégradé des plaines du Centre et du Nord, selon une étude du CNRS s'appuyant sur une série de données couvrant la période 1971-2000. En 2020, Météo-France publie une typologie des climats de la France métropolitaine dans laquelle la commune est dans une zone de transition entre le climat océanique et le climat océanique altéré et est dans la région climatique Moyenne vallée de la Loire, caractérisée par une bonne insolation (1 850 h/an) et un été peu pluvieux.
Pour la période 1971-2000, la température annuelle moyenne est de 11,4 °C, avec une amplitude thermique annuelle de 14,5 °C. Le cumul annuel moyen de précipitations est de 669 mm, avec 10,4 jours de précipitations en janvier et 6,3 jours en juillet. Pour la période 1991-2020, la température moyenne annuelle observée sur la station météorologique de Météo-France la plus proche, sur la commune de Lignières-de-Touraine à 3 km à vol d'oiseau, est de 11,8 °C et le cumul annuel moyen de précipitations est de 700,0 mm,. Pour l'avenir, les paramètres climatiques de la commune estimés pour 2050 selon différents scénarios d'émission de gaz à effet de serre sont consultables sur un site dédié publié par Météo-France en novembre 2022.
| Mois                                  | jan.             | fév.          | mars         | avril         | mai           | juin          | jui.         | août           | sep.          | oct.            | nov.          | déc.            | année      |
| ------------------------------------- | ---------------- | ------------- | ------------ | ------------- | ------------- | ------------- | ------------ | -------------- | ------------- | --------------- | ------------- | --------------- | ---------- |
| Température minimale moyenne (°C)     | 1,8              | 1,4           | 3,1          | 5             | 8,6           | 12            | 13,5         | 13,2           | 9,8           | 7,6             | 4,1           | 2               | 6,8        |
| Température moyenne (°C)              | 4,7              | 5,2           | 8            | 10,7          | 14,3          | 17,9          | 19,8         | 19,7           | 15,9          | 12,2            | 7,7           | 5               | 11,8       |
| Température maximale moyenne (°C)     | 7,6              | 9,1           | 13           | 16,4          | 20,1          | 23,8          | 26           | 26,2           | 22            | 16,8            | 11,3          | 8               | 16,7       |
| Record de froid (°C) date du record   | −16,5 17.01.1987 | −15 12.02.12  | −13 01.03.05 | −4,5 03.04.13 | −2 06.05.19   | 0,5 01.06.06  | 5,5 10.07.04 | 4,5 28.08.1998 | 0,5 25.09.02  | −6,5 30.10.1997 | −9 24.11.1998 | −11 30.12.1996  | −16,5 1987 |
| Record de chaleur (°C) date du record | 17,3 01.01.23    | 22,5 27.02.19 | 26 31.03.21  | 31 20.04.18   | 33,5 28.05.17 | 41,5 29.06.19 | 42 25.07.19  | 40,5 07.08.20  | 36,6 09.09.23 | 32,5 02.10.23   | 22,5 07.11.15 | 18,5 16.12.1989 | 42 2019    |
| Précipitations (mm)                   | 67,3             | 53,3          | 50,4         | 55,8          | 58,3          | 51,5          | 44,4         | 48,9           | 52,9          | 68,9            | 73            | 75,3            | 700        |

## Urbanisme

### Typologie
Au 1er janvier 2024, Langeais est catégorisée bourg rural, selon la nouvelle grille communale de densité à sept niveaux définie par l'Insee en 2022.
Elle appartient à l'unité urbaine de Langeais, une unité urbaine monocommunale constituant une ville isolée,. Par ailleurs la commune fait partie de l'aire d'attraction de Tours, dont elle est une commune de la couronne,. Cette aire, qui regroupe 162 communes, est catégorisée dans les aires de 200 000 à moins de 700 000 habitants,.

### Voies de communication et transports
Encadrée par le coteau au nord et la Loire au sud, la commune est desservie par la ligne de chemin de fer Tours - Saint-Nazaire et la route nationale 152 reliant Tours à Angers. Le contournement autoroutier de Langeais par l'autoroute A 85 (Angers-Tours) fit l'objet de vives polémiques.

### Risques majeurs
Le territoire de la commune de Langeais est vulnérable à différents aléas naturels : météorologiques (tempête, orage, neige, grand froid, canicule ou sécheresse), inondations, feux de forêts, mouvements de terrains et séisme (sismicité faible). Il est également exposé à un risque technologique, le risque nucléaire. Un site publié par le BRGM permet d'évaluer simplement et rapidement les risques d'un bien localisé soit par son adresse soit par le numéro de sa parcelle.

#### Risques naturels
Certaines parties du territoire communal sont susceptibles d’être affectées par le risque d’inondation par débordement de cours d'eau, notamment la Roumer, la Loire et le Breuil. La commune a été reconnue en état de catastrophe naturelle au titre des dommages causés par les inondations et coulées de boue survenues en 1991, 1994, 1999 et 2006,.
Pour anticiper une remontée des risques de feux de forêt et de végétation vers le nord de la France en lien avec le dérèglement climatique, les services de l’État en région Centre-Val de Loire (DREAL, DRAAF, DDT) avec les SDIS ont réalisé en 2021 un atlas régional du risque de feux de forêt, permettant d’améliorer la connaissance sur les massifs les plus exposés. La commune, étant pour partie dans le massif de Bourgueil, est classée au niveau de risque 1, sur une échelle qui en comporte quatre (1 étant le niveau maximal).

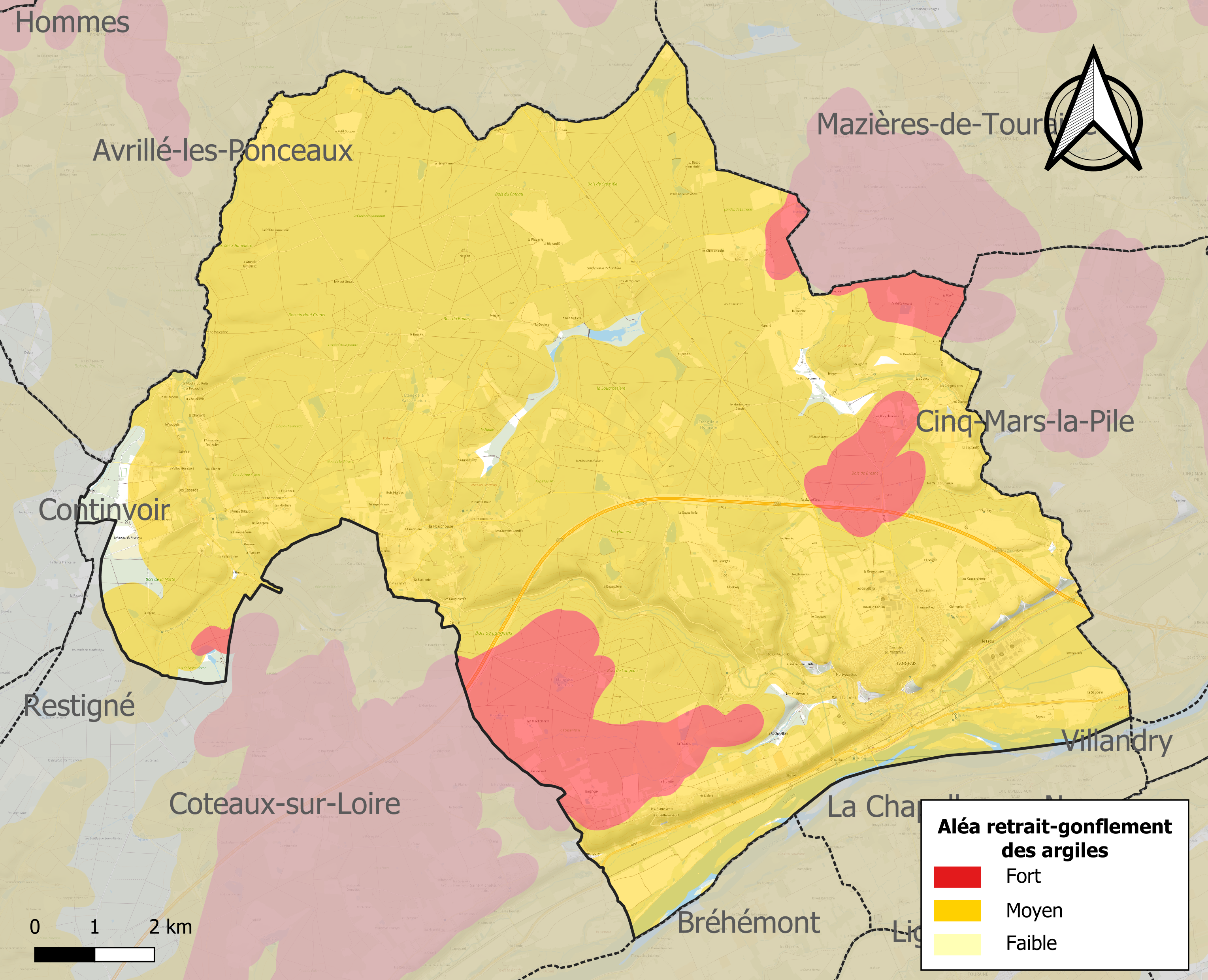
Carte des zones d'aléa retrait-gonflement des sols argileux de Langeais.

La commune est vulnérable au risque de mouvements de terrains constitué principalement du retrait-gonflement des sols argileux. Cet aléa est susceptible d'engendrer des dommages importants aux bâtiments en cas d’alternance de périodes de sécheresse et de pluie. 97,1 % de la superficie communale est en aléa moyen ou fort (90,2 % au niveau départemental et 48,5 % au niveau national). Sur les 2 079 bâtiments dénombrés sur la commune en 2019, 2032 sont en aléa moyen ou fort, soit 98 %, à comparer aux 91 % au niveau départemental et 54 % au niveau national. Une cartographie de l'exposition du territoire national au retrait gonflement des sols argileux est disponible sur le site du BRGM,.
Concernant les mouvements de terrains, la commune a été reconnue en état de catastrophe naturelle au titre des dommages causés par la sécheresse en 1990 et 1996 et par des mouvements de terrain en 1995 et 1999.

#### Risques technologiques
En cas d’accident grave, certaines installations nucléaires sont susceptibles de rejeter dans l’atmosphère de l’iode radioactif. La commune étant située dans le périmètre immédiat de 5 km autour de la centrale nucléaire de Chinon, elle est exposée au risque nucléaire. À ce titre les habitants de la commune ont bénéficié, à titre préventif, d'une distribution de comprimés d’iode stable dont l’ingestion avant rejet radioactif permet de pallier les effets sur la thyroïde d’une exposition à de l’iode radioactif. En cas d'incident ou d'accident nucléaire, des consignes de confinement ou d'évacuation peuvent être données et les habitants peuvent être amenés à ingérer, sur ordre du préfet, les comprimés en leur possession.

## Toponymie

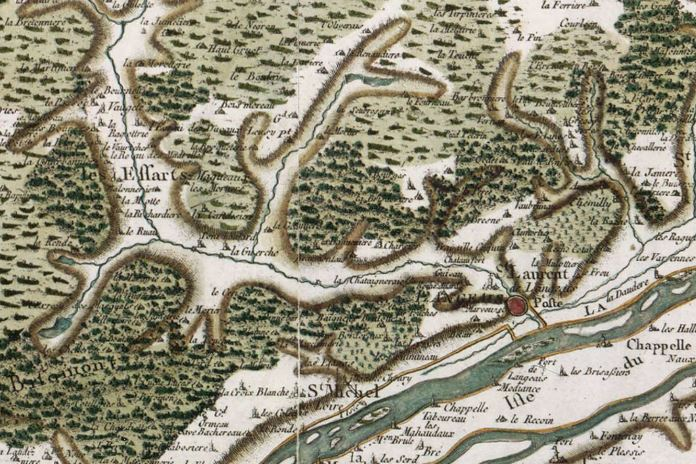
Représentation de Langeais sur la carte de Cassini.

Les premières mentions du lieu se trouvent dans les écrits de Grégoire de Tours (Histoire des Francs, X) où Langeais, sous le nom d'Alingavia, est citée comme l'une des premières paroisses rurales fondées en Touraine par Martin de Tours dans le dernier quart du IVe siècle. Plusieurs hypothèses sont émises quant à l'origine du toponyme. Pierre-Henri Billy propose un dérivé de l'indo-européen *sălo- (hydronyme faisant référence à la proximité de la Loire) et du suffixe gaulois -inco, évoluant en *Alingo puis *Aling-au-ia. Ernest Nègre suggère une origine germanique avec Adalingus. Albert Dauzat et Charles Rostaing envisagent, pour leur part, un dérivé du nom du peuple celtique des Lingons avec le radical Aling- et le suffixe -avus.
Le nom de la commune déléguée des Essards est une évolution du vieux français essart désignant un lieu défriché, ici dans le bois de Bifomont.

## Histoire
Les informations relatives à l'histoire de cette commune avant 2017 sont à consulter dans les articles dédiés à l'ancienne commune de Langeais et à l'ancienne commune des Essards.

## Politique et administration
| Nom              | Code Insee | Intercommunalité               | Superficie (km2) | Population (dernière pop. légale) | Densité (hab./km2) |
| ---------------- | ---------- | ------------------------------ | ---------------- | --------------------------------- | ------------------ |
| Langeais (siège) | 37123      | CC Touraine Ouest Val de Loire | 60,38            | 4 248 (2013)                      | 70                 |
| Les Essards      | 37102      | CC Touraine Ouest Val de Loire | 4,17             | 156 (2014)                        | 37                 |

Le 1er janvier 2017, le maire des Essards devient « maire délégué » jusqu'au prochain renouvellement général des conseils municipaux.

### Liste des maires
| Période | Période | Identité                           | Étiquette | Qualité |
| ------- | ------- | ---------------------------------- | --------- | ------- |
| 1818    | 1826    | François Louis Salmon-Deschaintres |           |         |

| Période         | Période         | Identité            | Étiquette | Qualité |
| --------------- | --------------- | ------------------- | --------- | --- |
| 10 janvier 2017 | 21 octobre 2023 | Pierre-Alain Roiron | PS        | Cadre de la fonction publique Sénateur d'Indre-et-Loire (2023 → ) Conseiller régional du Centre-Val de Loire (2015 → ) Démissionnaire à la suite de son élection comme sénateur |
| 21 octobre 2023 | En cours        | Fabrice Ruel        | PS        | Ingénieur EDF, ancien adjoint chargé de l'urbanisme |

### Politique de développement durable
La commune a engagé une politique de développement durable en lançant une démarche d'Agenda 21.

### Jumelages
Le canton de Langeais est jumelé depuis 1986 avec la ville allemande d'Eppstein. La commune de Langeais est jumelée depuis 1999 avec le village portugais de Gondar.

### Tendances politiques et résultats
| Scrutin             | Scrutin             | 1er tour | 1er tour  | 1er tour | 1er tour | 1er tour | 1er tour | 1er tour | 1er tour  | 1er tour | 1er tour | 1er tour | 1er tour | 2d tour | 2d tour | 2d tour | 2d tour | 2d tour | 2d tour |
| Scrutin             | Scrutin             | 1er      | 1er       | %        | 2e       | 2e       | %        | 3e       | 3e        | %        | 4e       | 4e       | %        | 1er     | 1er     | %       | 2e      | 2e      | %       |
| ------------------- | ------------------- | -------- | --------- | -------- | -------- | -------- | -------- | -------- | --------- | -------- | -------- | -------- | -------- | ------- | ------- | ------- | ------- | ------- | ------- |
| Présidentielle 2017 | Présidentielle 2017 |          | FN        | 24,79    |          | EM       | 23,01    |          | LFI       | 19,91    |          | LR       | 17,45    |         | EM      | 61,70   |         | FN      | 38,30   |
| Présidentielle 2022 | Présidentielle 2022 |          | RN        | 27,84    |          | LREM     | 27,72    |          | LFI       | 20,19    |          | EELV     | 4,38     |         | LREM    | 54,64   |         | RN      | 45,36   |
| Législatives 2022   | 5e                  |          | MoDem-Ens | 28,28    |          | RN       | 26,00    |          | PCF-Nupes | 23,17    |          | LR       | 7,64     |         | MoDem   | 54,09   |         | RN      | 45,91   |
| Législatives 2024   | 5e                  |          | RN        | 38,19    |          | PCF-NFP  | 26,41    |          | MoDem-Ens | 25,17    |          | LR       | 8,00     |         | MoDem   | 57,34   |         | RN      | 42,66   |

## Population et société

### Démographie
L'évolution du nombre d'habitants est connue à travers les recensements de la population effectués dans la commune depuis sa création.

En 2022, la commune comptait 4 370 habitants, en évolution de −5,25 % par rapport à 2016 (Indre-et-Loire : +1,67 %, France hors Mayotte : +2,11 %).
| 2015  | 2020  | 2022  |
| ----- | ----- | ----- |
| 4 593 | 4 349 | 4 370 |

### Enseignement
Langeais se situe dans l'Académie d'Orléans-Tours (Zone B) et dans la circonscription de Langeais.
La commune compte 3 établissements scolaires : une école maternelle, une école élémentaire et le collège Champ de la Motte.

### Équipements culturels
- place Léon Boyer, l'ancien théâtre municipal est devenu une salle de cinéma, baptisée Espace Jean-Hugues Anglade[45]
- non loin du château, l'espace culturel La Douve accueille principalement des expositions artistiques[46]

## Économie

### Tissu économique
Au début du XXe siècle Langeais avait une activité très diversifiée : briques réfractaires, faïence, corderie, boutonnerie, tannerie.

## Culture locale et patrimoine

### Lieux et monuments
La description des lieux et monuments de la commune reprend les descriptions des deux anciennes communes de Langeais (ancienne commune) et des Essards.

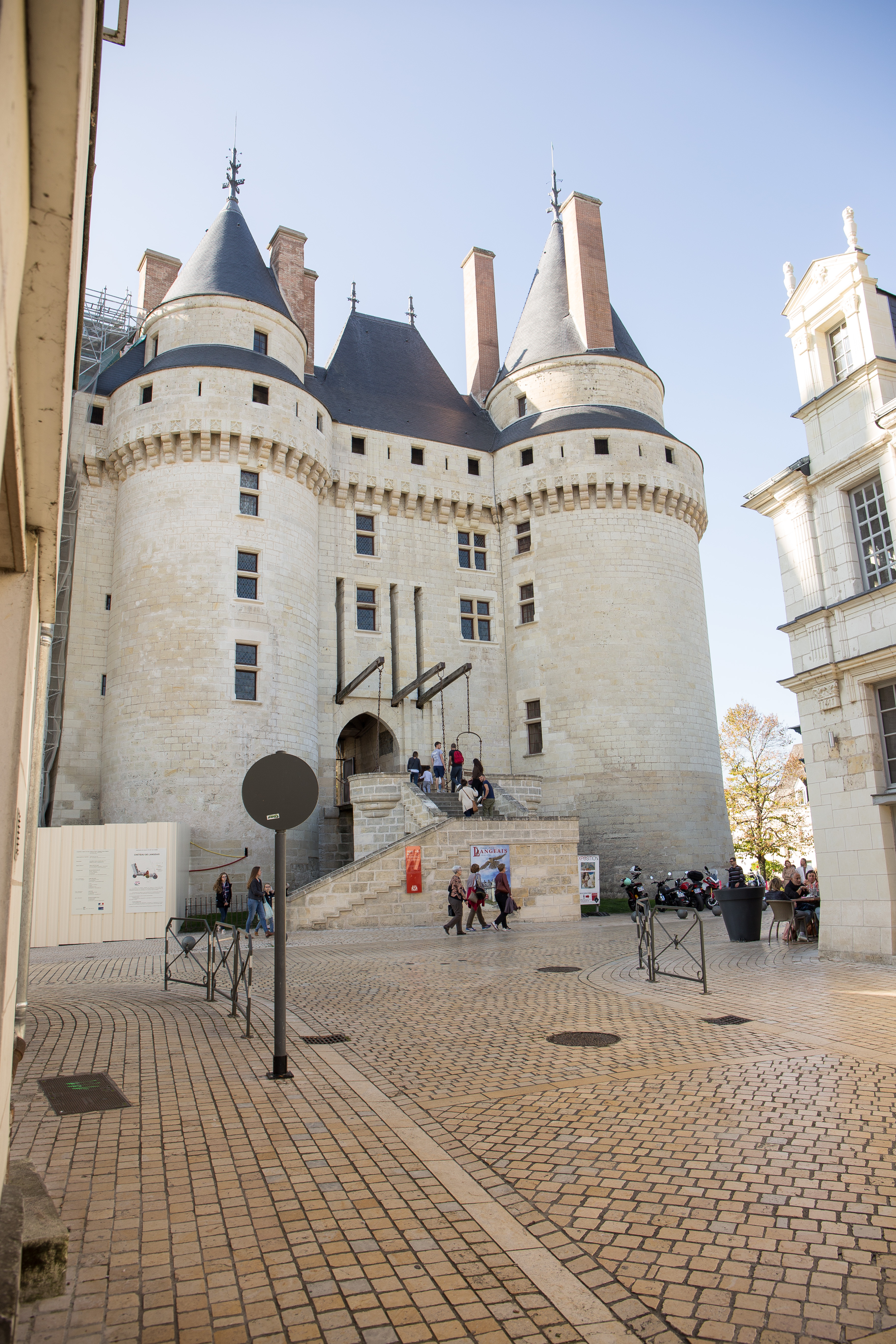
Château de Langeais
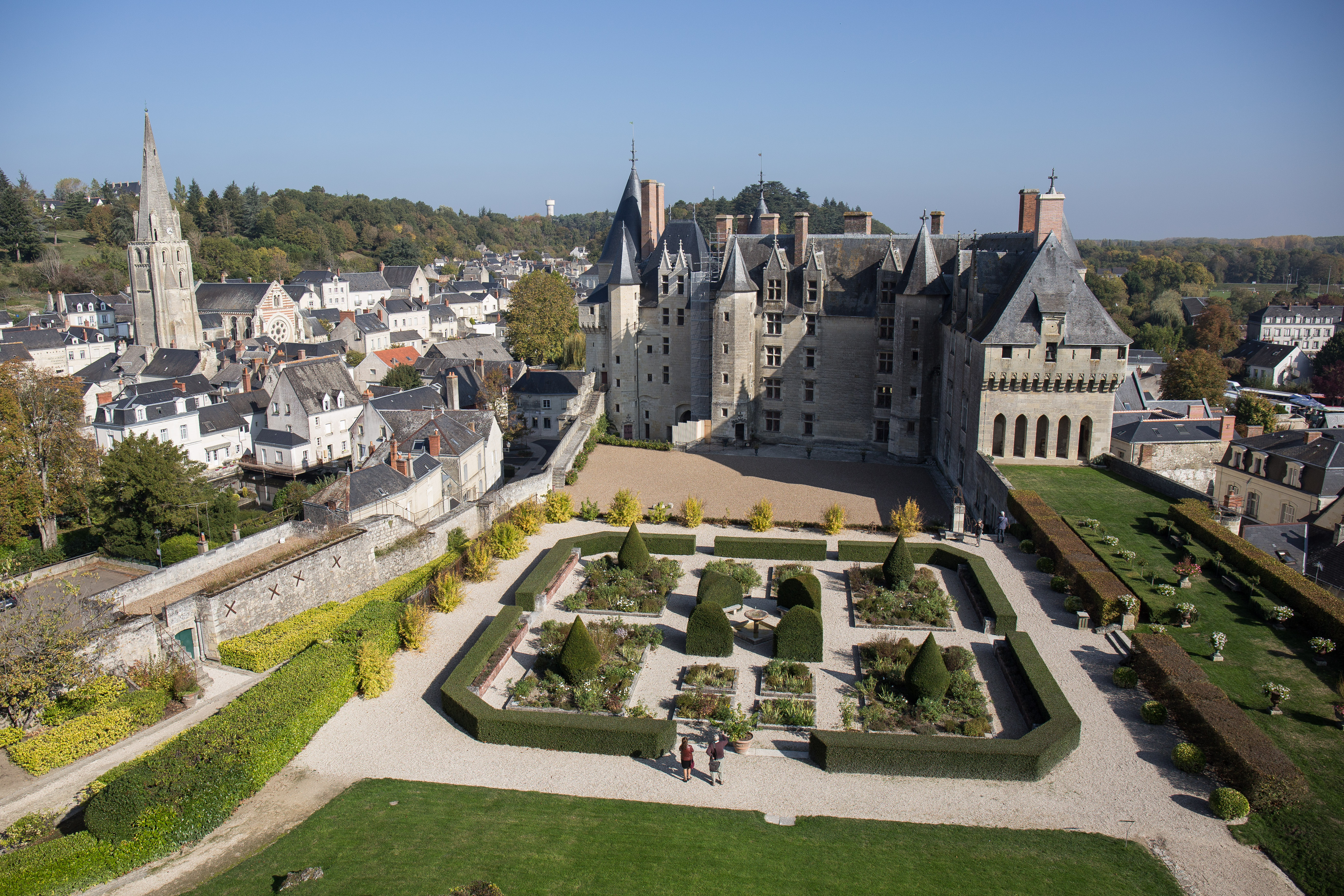
Les jardins du château
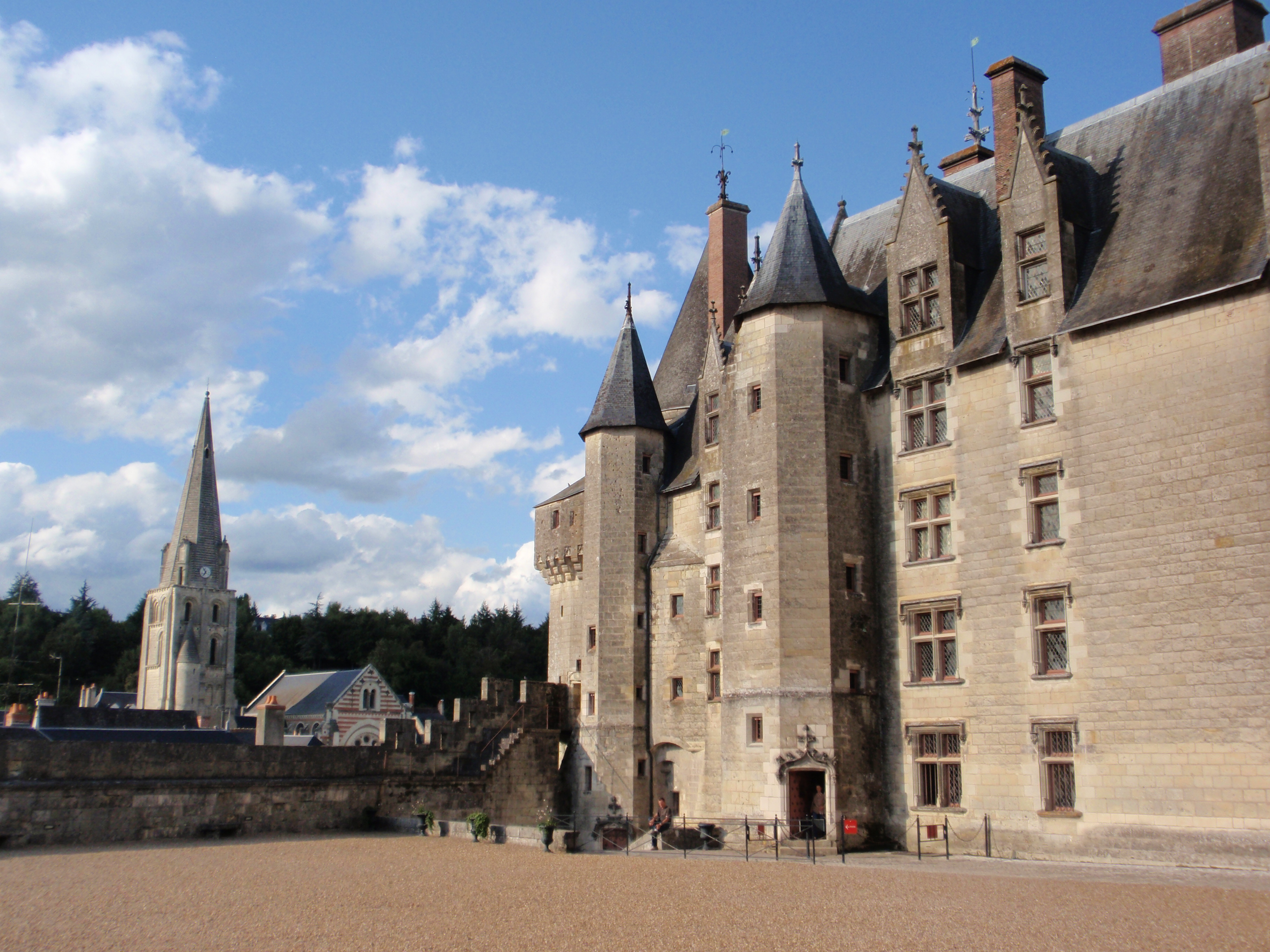
Vue de la cour du château
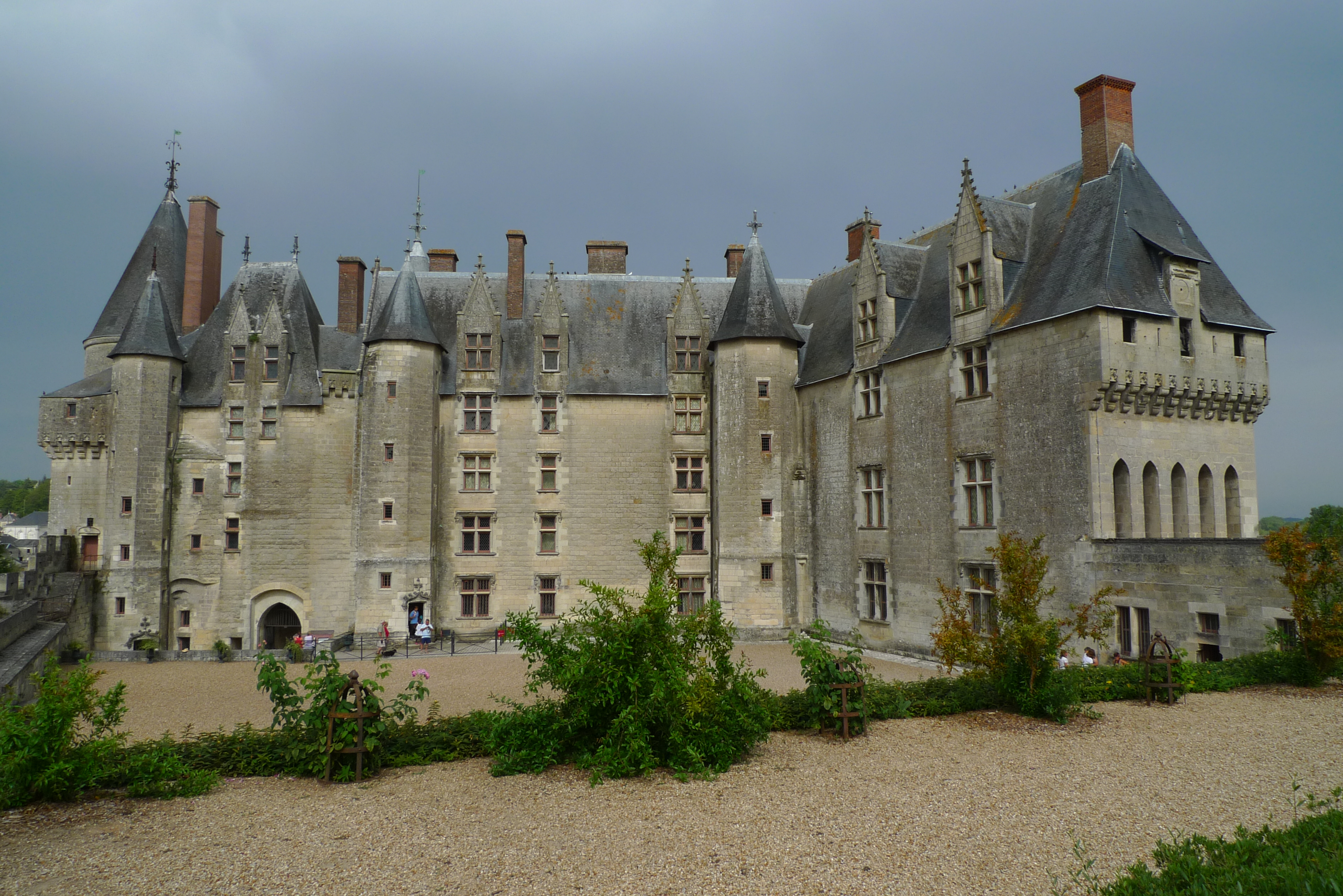
Château de Langeais

### Personnalités liées à la commune
- Charles de Boissimon, (1817- 1879) né à Saint-Clément-des-Levées, fondateur d’une faïencerie active de 1839 jusqu'à la Première Guerre mondiale.
- Émile Claveau (1892-1974), né à Langeais, est un concepteur et constructeur d'automobiles, créateur de la Claveau Descartes.
- Jean Schubnel (1894-1987), artiste peintre naïf, est mort à Langeais.
- Gaby Montbreuse (1895-1943), née à Langeais, est une artiste lyrique.
- Andrée Colson (1924-2020), morte à Langeais, est une cheffe d'orchestre et violoniste.
- Jacques Tillier (1947-) journaliste, a vécu à Langeais, lieu-dit les Liziers.
- Jean-Hugues Anglade (1955-), acteur, réalisateur, scénariste, a vécu à Langeais.
- Pascal Rabaté (1961-), Auteur de bande dessinée, scénariste et réalisateur, a grandi à Langeais.

### Héraldique
| Blason de Langeais | Blason  | D'or (de gueules) à la mouette d'argent, volant et plongeant en bande, tenant dans son bec un poisson du même (accompagnée en pointe de trois melons de sinople); au chef de sable (d'azur) chargé de trois tours crénelées d'argent essorées et girouettées de gueules. |
| Blason de Langeais | Détails | * Il y a là non-respect de la règle de contrariété des couleurs : ces armes sont fautives (argent sur or). Le statut officiel du blason reste à déterminer. |

## Pour en savoir plus